# Umberto al II-lea al Italiei
Umberto al II-lea (Umberto Nicola Tommaso Giovanni Maria), (n. 15 septembrie 1904, Racconigi, Piemont, Italia – d. 18 martie 1983, Geneva, Geneva, Elveția) a fost ultimul rege al Italiei.

## Biografie

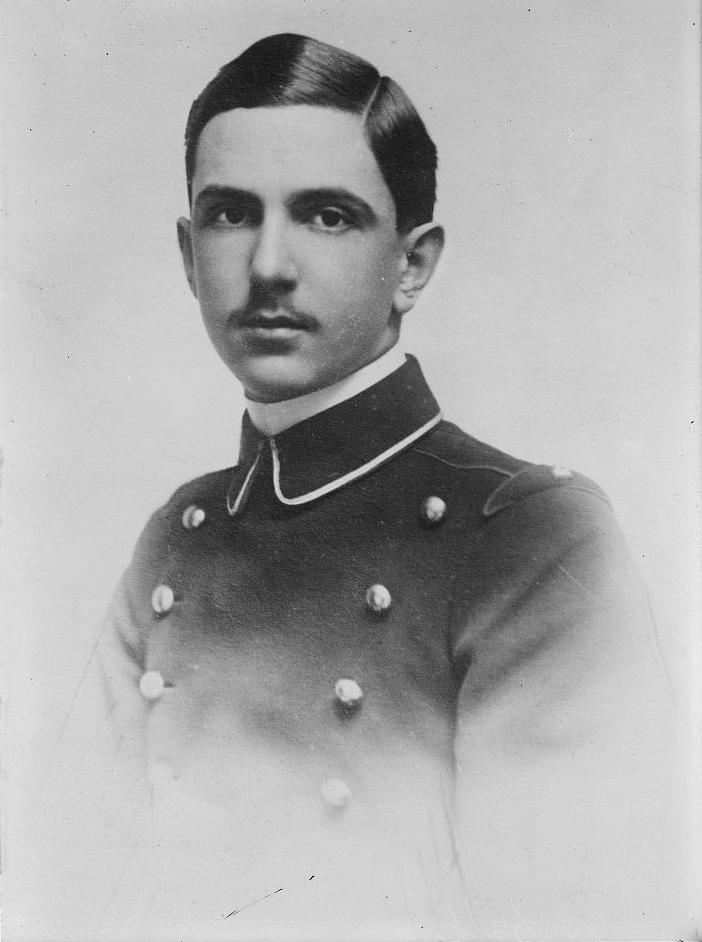
Umberto, Prinț Moștenitor al Italiei

Umberto s-a născut la Racconigi, în Piemont, Italia. A fost al treilea copil și singurul fiu al regelui Victor Emanuel al III-lea al Italiei și a Prințesei Elena de Muntenegru. A fost ultimul rege al Italiei și a domnit cu puțin peste o lună de la 9 mai 1946 la 12 iunie 1946. La naștere a primit titlul de Prinț de Piemont, titlu pe care l-a deținut până la ascensiunea sa pe tron.
Prințul a fost educat pentru o carieră militară și în timp a devenit comandant șef al armatei de nord, apoi al armatei de sud. Totuși, rolul său a fost aproape formal, de facto comanda aparținea lui Benito Mussolini. O încercare de asasinat a avut loc asupra prințului la Bruxelles la 24 octombrie 1929, ziua anunțului logodnei sale cu Prințesa Marie José. Prințul depunea o coroană la Mormântul necunoscut al soldatului belgian când Fernando de Rosa a tras un singur foc care l-a ratat pe prinț. De Rosa a fost arestat iar sub interogatoriu a pretins că este membru al Internaționala a Doua.
Umberto s-a ținut departe de politica activă până când în sfârșit a fost numit general locotenent al regatului. Într-un singur caz, când era în Germania pentru o nuntă regală, el a făcut o excepție: Adolf Hitler i-a cerut o întâlnire. Această acțiune a fost considerată nepotrivită în situația internațională iar Umberto a devenit și mai riguros în a exclude evenimentele politice.   
La 29 octombrie 1942, Umberto a devenit mareșal al Italiei (Maresciallo d'Italia).
În 1943, Prințesa Maria José, fiica regelui Albert I al Belgiei s-a implicat într-o încercare nereușită de a trata o pace separată între Italia și Statele Unite iar interlocutorul ei de la Vatican a fost Monsignor Giovanni Battista Montini, un diplomat care mai târziu va deveni Papa Paul al VI-lea. După eșecul încercării ei (nu i-a întâlnit niciodată pe agenții americani), ea a fost trimisă cu copii la Sarre, în Valea Aosta, și a fost izolată de viața politică a Casei Regale.
După răsturnarea lui Benito Mussolini în 1944, regele Victor Emmanuel a predat funcțiile sale constituționale lui Umberto, care a fost făcut general-locotenent al regatului.

## Rege al Italiei

Monograma regală

La 9 mai 1946, tatăl său în vârstă de 77 de ani a abdicat în favoarea lui Umberto și a părăsit Italia pentru Egipt. La 9 mai, la vârsta de 41 de ani Umberto de Savoia a devenit rege al Italiei sub numele de Umberto al II-lea.
La 23 de zile de la ascensiunea sa pe tron, la 2 iunie 1946, italienii s-au pronunțat în cadrul unui referendum în procent de 54% din voturi în favoarea republicii. La 13 iunie, regele Umberto al II-lea a părăsit tronul, fără să abdice și a plecat în exil părăsind Italia pentru totdeauna. Primul ministru Alcide de Gasperi și-a asumat rolul de șef al statului interimar.
Umberto a trăit timp de 37 de ani în exil, la Cascais în Portugalia. A călătorit mult în timpul exilului, a vizitat adesea Mexico vizitându-și fiica. Umbero a decedat la 18 martie 1983, la vârsta de 78 de ani la Geneva în Elveția. 
Descendenții săi, Victor Emanuel de Savoia și Emanuel-Filiberto de Savoia, n-au primit autorizarea să revină în Italia decât în  anul 2002 după 56 de ani de exil. Sub emoția provocată de decesul reginei Marie José, parlamentul italian a adoptat în 2002 o lege prin care se revizuiește constituția republicii italiene (a intrat în vigoare în noiembrie următor).

## Căsătorie și copii

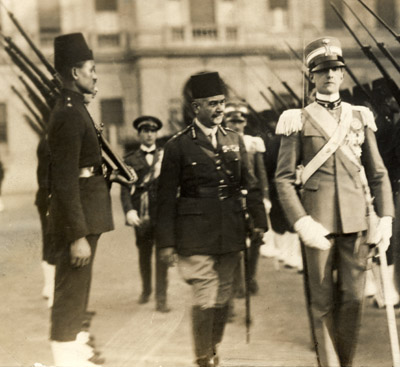
Umberto al II-lea al Italiei vizitând Cairo.

Umberto s-a căsătorit la Roma la 8 ianuarie 1930 cu Marie José a Belgiei (1906–2001), fiica regelui Albert I al Belgiei și a Elisabetei de Bavaria. Cuplu a avut patru copii:
- Prințesa Maria Pia (n. 1934), căsătorită în 1955 (divorțată în 1967) cu prințul Alexandru al Iugoslaviei (n. 1924), recăsătorită în 2003 cu prințul Mihail de Bourbon-Parma (n. 1926).
- Victor Emmanuel, Prinț de Neapole (n. 1937), prinț de Neapole, duce de Savoia și pretendent la tronul Italiei. După 11 ani de logodnă s-a căsătorit cu Marina Ricolfi-Doria cu care a avut un fiu, Emanuele Filiberto (n. 1972)
- Prințesa Maria Gabriella (n. 1940), căsătorită în 1969 (separată în 1976, divorțată în 1990) cu Robert Zellinger de Balkany (n. 1931)
- Prințesa Maria Beatrice (n. 1943), căsătorită în 1970 (separată în 1995) cu Luis Reyna Corvalán y Dillon (1939 - 1999)

## Legături externe

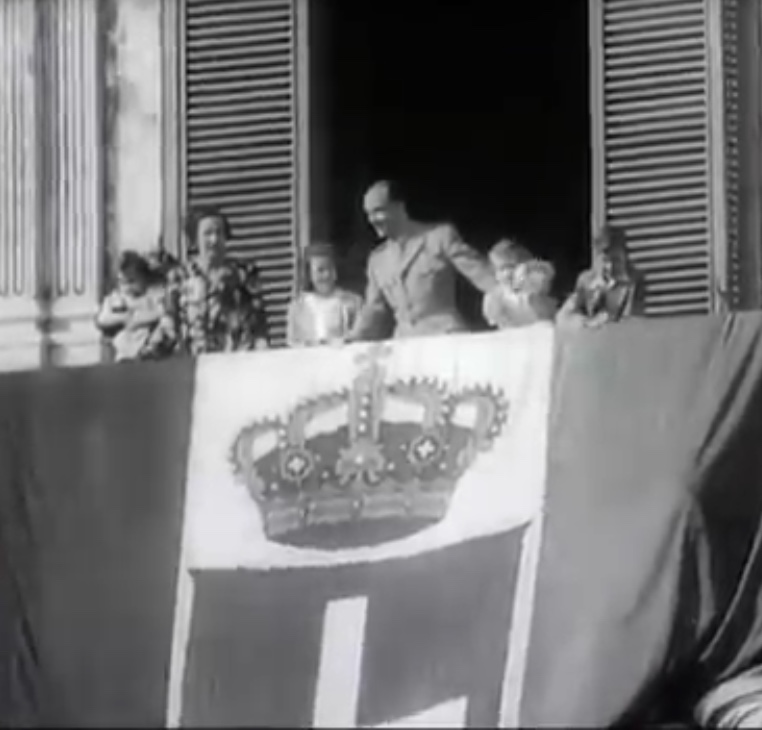
King Umberto II